# إحليل بروستاتي
الإحْليلُ البروستاتيّ (بالإنجليزية: Prostatic urethra)‏، هو الجزء الأوسع من القناة الإحليلية البولية لدى الذكور، ويبلغ طولها حوال 3 سنتميتر.
تجري القناة بشكل عمودي ضمن غدة البروستات؛ تحديداً من أقصى قاعدة الغدة إلى قمتها. وهي أقرب إلى السطح الأمامي من الخلفي الخاص بالغدة. تُشكّل القناة شكلاً مِغزلياً؛ حيث تتسع في قسمها الأوسط وتضيق عند الأطراف، خاصةً عندما تلتقي بالإحليل الغشائي.
عند أخذ مقطع عرضي للقناة الواقعة ضمن غدة البروستات، تظهر القناة على شكل حدوة حصان؛ مع توجه التحدب إلى الأمام.

## صور إضافية

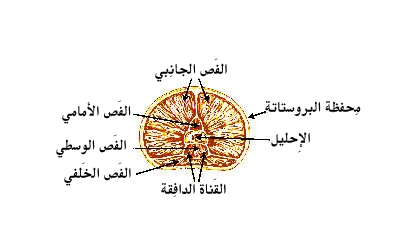
فصوص غدة البروستاتا
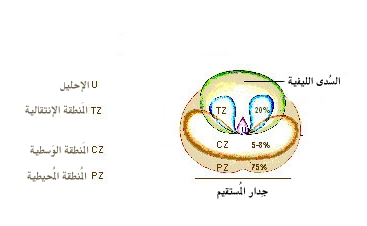
مناطق غدة البروستاتا
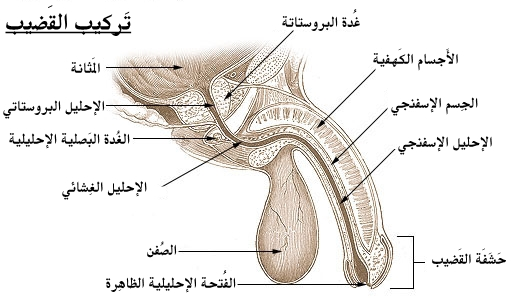
تركيب القضيب
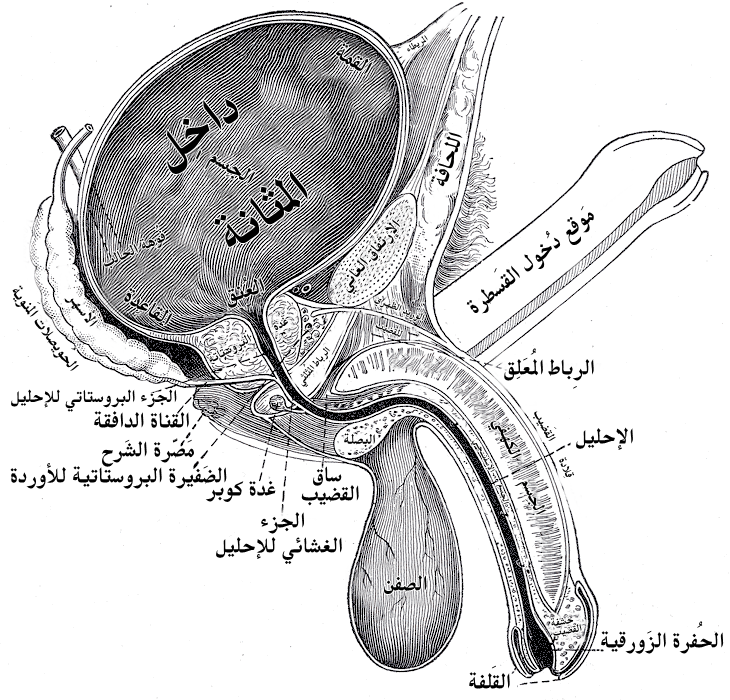
مقطع عمودي للمثانة،القضيب والإحليل.
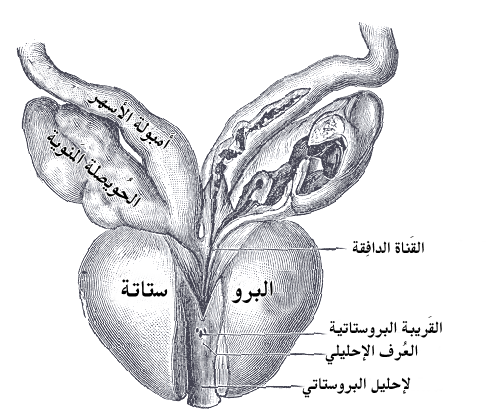
الحويصلات المنوية وأمبولة الأسهر تظهر من الأمام.

## روابط خارجية
- مقطع عرضي صني malepel2-4
- مقطع عرضي - مختبر التلدين، جامعة فيينا الطبية. pelvis/pelvis-e12-15
- صور تشريحية:44:05-0201 في مركز داونستيت الطبي التابع لجامعة نيويورك - "The Male Pelvis: The Prostate Gland"